# Fiddington
Fiddington is een civil parish in het bestuurlijke gebied Sedgemoor, in het Engelse graafschap Somerset met 298 inwoners.